# Atul Auto
Atul Auto Pvt. Ltd. ist ein indischer Nutzfahrzeughersteller mit Sitz in Rajkot. Bei den Fahrzeugen handelt es sich um Autorikschas für den Personen- und Gütertransport.

## Geschichte
Das Unternehmen wurde 1986 als Atul Auto (Jamnagar) Pvt. Ltd. gegründet. Die Produktion begann jedoch erst 1992. Im August 1994 folgten eine Umbenennung in Atul Auto Pvt. Ltd. und der Börsengang.
Bis 2007 wurden Dieselmotoren von Greaves Cotton verwendet. Eine Umstellung auf Motoren von Lombardini stellte das Unternehmen mehrere Jahre vor Probleme. Atul Auto hatte 2014 in Indien einen Anteil am Dreiradmarkt von 4,5 % bzw. 2017–18 von 6,19 %. Das Unternehmen verfügte 2014 über 193 Händler und 14 Regionalbüros. Die theoretische  Produktionskapazität beträgt 60.000 Exemplare.
Atul Auto exportiert seine Produkte unter anderem nach Nigeria, Bangladesch, Kenia, Zentral- und Südamerika, Ostafrika, Südafrika und Großbritannien. Der Export erfolgt als fertiges Fahrzeug oder als Bausatz. Unter anderem in Bangladesch und Südafrika verfügen die Tochtergesellschaften über eigene Montageanlagen.

## Modelle
Angeboten werden vier Modelle mit einer Nutzlast von rund 0,5 t: Der Gem (mit einem Produktionsanteil von 58 %) ist in zwei Versionen (für die Waren- und Personenbeförderung) erhältlich. Der Gemini Dz  (7 %) ist ausschließlich für Passagiere ausgelegt. Beide Modelle haben einen Heckmotor, der mit Diesel oder Erdgas betrieben werden kann. Die Modelle Shakti  (29 %) und Smart (3 %) gibt es ebenfalls in Ausführungen für die Personen- und den Gütertransport. Beide Modelle haben jedoch einen vorne liegenden Dieselmotor.
Weitere Antriebsarten sind Flüssiggas (seit 2005) und Elektroantrieb (seit 2016 im Modell Elite). Atul Auto ist das einzige Unternehmen in Indien, das Autorikschas sowohl mit Front- als auch mit Heckmotor produziert.